# Mesti (Marrocos)

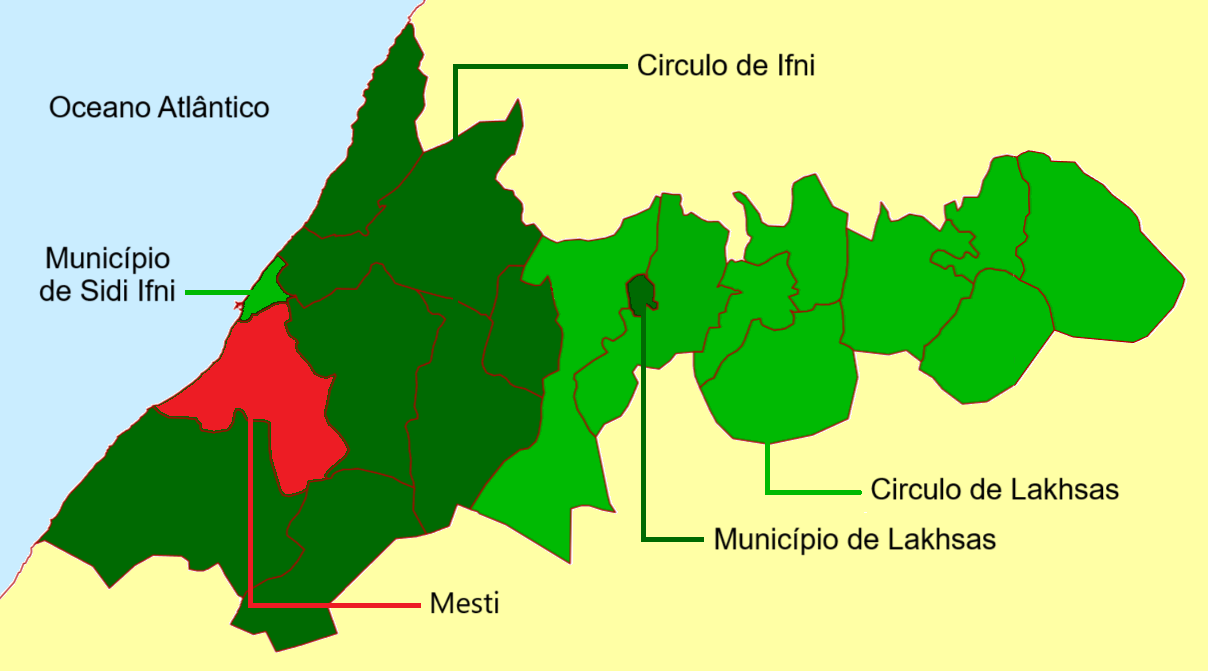
Localização da comuna, dentro da província.

Mesti é uma comuna marroquina criada em 1961, localizada na província de Sidi Ifni, circulo de Ifni e região de Guelmim-Oued Noun. Entre 1934 e 1969 fez parte do território Espanhol do Ifni, sendo chamada de Zoco el Arba del Mesti. Tem uma área de 178 km² e em 2014 tinha 2.931 Habitantes. Localiza-se a 18 Km da capital de província, sendo o seu relevo montanhoso e o seu clima desértico quente. Pratica-se agricultura de sequeiro no seu território. A nível tribal a comuna é habitada pela tribo berbere dos Imestiten, da confederação dos Aït Baamrane.

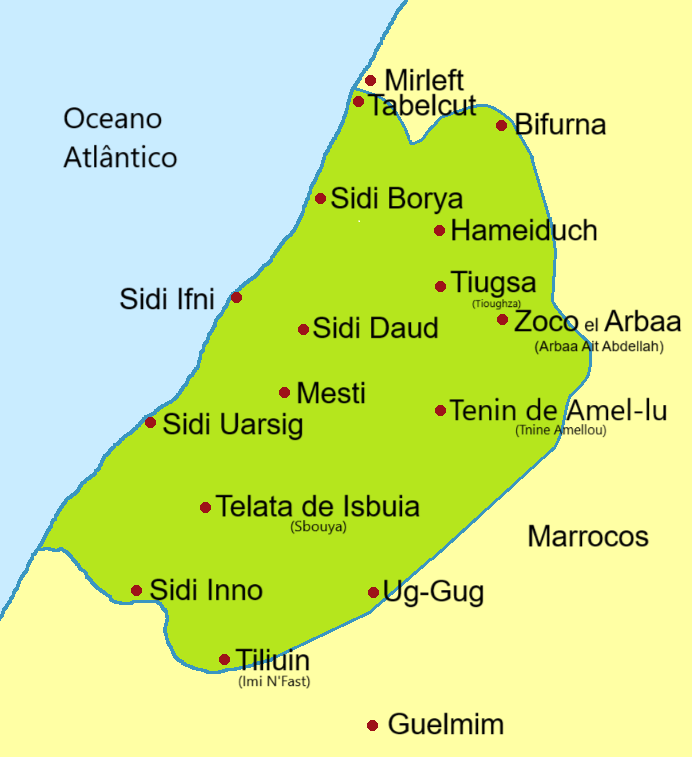
O território Espanhol de Ifni em 1957.
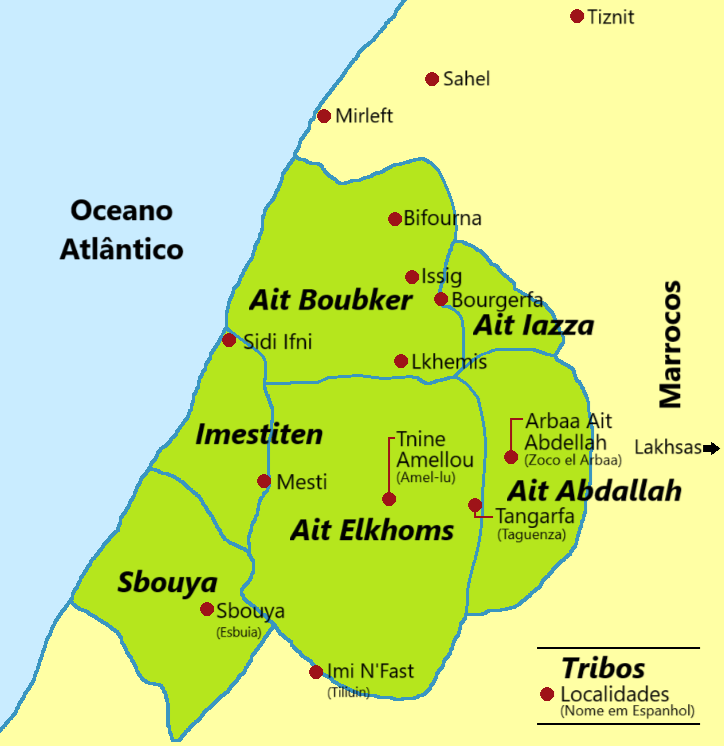
Distribuição tribal existente, no território povoado pelas tribos da confederação dos Aït Baamrane.
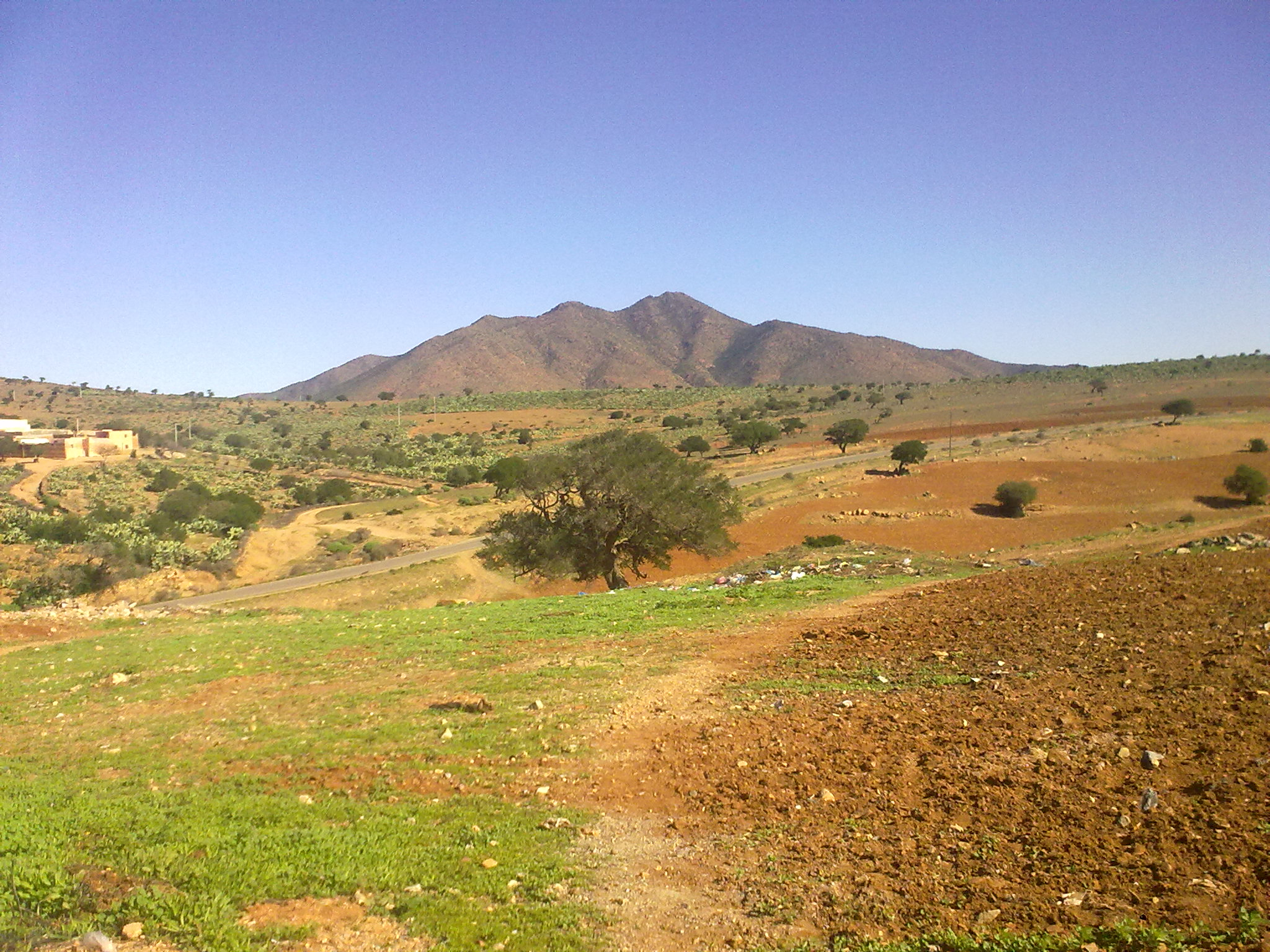
Paisagem típica da comuna.